# بلقاس
بلقاس نام شهر و شهرستانی در استان دقهلیه مصر است. 